# You & Me (Jennie)
You & Me è un singolo della cantante e rapper sudcoreana Jennie, pubblicato il 6 ottobre 2023.

## Pubblicazione
Dopo la conclusione del Born Pink World Tour delle Blackpink, il 4 ottobre 2023 è stato annunciato ufficialmente che You & Me sarebbe stato pubblicato come singolo due giorni dopo. L'etichetta di Jennie, la YG, ha spiegato che «la canzone diventi un regalo speciale attraverso il quale i fan ricordino i loro ricordi del tour». L'annuncio sui social media delle Blackpink è stato accompagnato da una foto teaser di Jennie con un vestito rosso in piedi nell'oceano di fronte alla luna piena. Il giorno successivo è stato pubblicato un secondo teaser raffigurante un collage di varie immagini del tour. La copertina del singolo è stata illustrata dalla creatrice del manga Sailor Moon, Naoko Takeuchi. Il singolo è stato pubblicato insieme anche alla versione eseguita al festival di Coachella, con il titolo di You & Me (Coachella Ver.).

## Descrizione
You & Me è stata composta da Vince, Teddy e 24, e scritta da questi ultimi due insieme a Danny Chung. Musicalmente è stato descritto dalla critica specializzata come un brano dance pop «sensuale», ed è stato composto in chiave La maggiore con un tempo di 112 battiti per minuto.

## Promozione

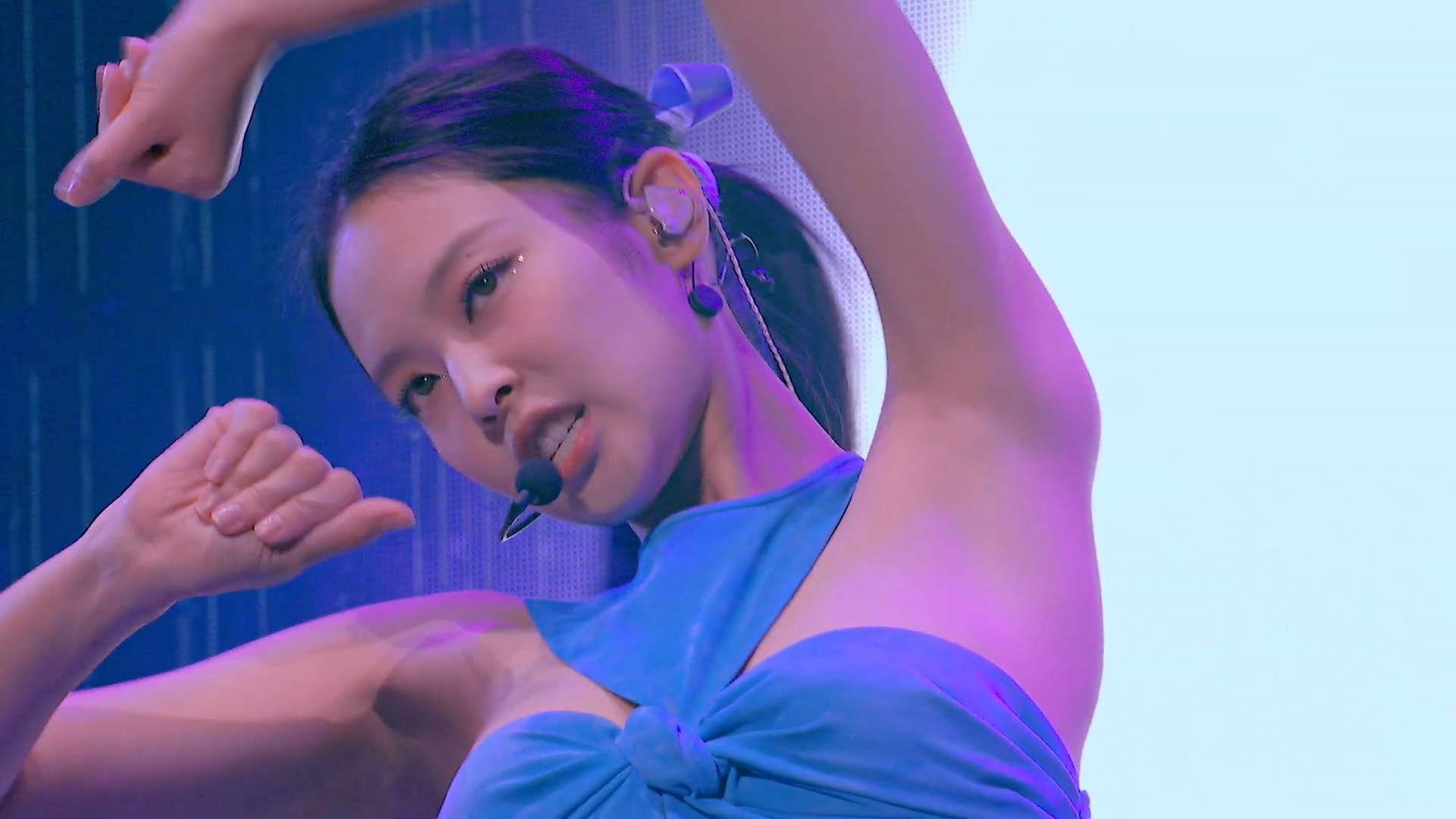
Jennie mentre si esibisce sulle note del brano durante il Born Pink World Tour a Dallas, 2022

Jennie si è esibita con la canzone per la prima volta il 15 ottobre 2022 alla data di apertura della tournée delle Blackpink, il Born Pink World Tour. Ha introdotto la canzone spiegando al pubblico: «volevo mostrarvi qualcosa di nuovo, potreste essere rimasti un po' sorpresi»; da quel momento, il brano è diventato una presenza fissa nella scaletta per il resto della tournée.
Il 15 e 22 aprile 2023, Kim ha eseguito una versione remixata del brano durante il set da headliner delle Blackpink al festival di Coachella a Indio, in California.
In uno showcase per la collezione di Chanel Métiers d'Art 2022-2023 a Tokyo, il 1º giugno, Jennie ha fatto una serenata al pubblico con un mashup di Killing Me Softly with His Song di Roberta Flack e una cover di Fly Me to the Moon di Frank Sinatra, seguita da una versione jazz di You & Me. Si è esibita senza coreografie elaborate, evidenziando invece la sua voce su un delicato accompagnamento di pianoforte.
Il 10 novembre 2024, Jennie si è esibita con il pezzo al festival Superpop Japan, tenutosi al Panasonic Stadium Suita, in Giappone.

## Video musicale
Il video, ovvero la performance del brano, è stato reso disponibile in concomitanza con l'uscita del pezzo attraverso il canale YouTube delle Blackpink.

## Tracce
Testi e musiche di Teddy, Danny Chung, Bekuh Boom, 24 e Vince.
1. You & Me – 2:59
2. You & Me (Coachella Ver.) – 2:59

## Formazione
- Jennie – voce
- Teddy – produzione
- Vince – produzione
- 24 – produzione
- Chris Gehringer – mastering
- Josh Gudwin – missaggio

## Classifiche

### Classifiche settimanali
| Classifica (2023) | Posizione massima |
| ----------------- | ----------------- |
| Arabia Saudita    | 12                |
| Canada            | 71                |
| Corea del Sud     | 4                 |
| Filippine         | 6                 |
| Francia           | 117               |
| Giappone          | 35                |
| Hong Kong         | 1                 |
| India             | 16                |
| Indonesia         | 5                 |
| Israele           | 83                |
| Medio Oriente     | 19                |
| Regno Unito       | 39                |
| Singapore         | 1                 |
| Taiwan            | 1                 |
| Vietnam           | 1                 |

### Classifiche di fine anno
| Classifica (2023) | Posizione |
| ----------------- | --------- |
| Corea del Sud     | 116       |

## Date di pubblicazione
| Paese  | Data            | Formato                      | Versione             | Etichetta      | Nota   |
| ------ | --------------- | ---------------------------- | -------------------- | -------------- | ------ |
| Mondo  | 6 ottobre 2023  | Download digitale, streaming | Originale, Coachella | YG, Interscope | [ 27 ] |
| Italia | 20 ottobre 2023 | Contemporary hit radio       | Originale            | EMI            | [ 28 ] |